# Sekapuk
Sekapuk is een bestuurslaag in het regentschap Gresik van de provincie Oost-Java, Indonesië. Sekapuk telt 4398 inwoners (volkstelling 2010).